# دزج (دهاقان)
دزج یک روستا در ایران است که در دهستان همگینِ شهرستان دهاقان استان اصفهان واقع شده‌است.

## جمعیت
جمعیت این روستا براساس سرشماری مرکز آمار ایران در سال ۱۳۸۵،  آن ۱٬۵۶۸ نفر (۳۴۷ خانوار) بوده‌است. پنج سال بعد از آن در سرشماری 1390 جمعیت این روستا به 1822 نفر افزایش پیدا کرد. در آخرین سرشماری انجام گرفته (1395) نیز این سکونتگاه دارای 1773 نفر جمعیت (878 مرد و 895 زن) در قالب 500 خانوار می‌باشد.